# Vrijwillige terugtred
Vrijwillige terugtred is in het Nederlandse strafrecht een bijzondere kwalificatieuitsluitingsgrond. Het houdt in dat een dader, die vrijwillig afziet van een misdrijf dat hij bezig is voor te bereiden, niet kan worden vervolgd voor voorbereiding van of poging tot dat misdrijf. Het is vervat in artikel 46b van het Wetboek van Strafrecht:

Artikel 46b.

Voorbereiding noch poging bestaat indien het misdrijf niet is voltooid ten gevolge van omstandigheden van de wil van de dader afhankelijk.

Dit artikel zegt dat de voorbereiding of poging 'niet bestaat'. Als de rechter vrijwillige terugtred aanwezig acht, zal er daarom ontslag van rechtsvervolging volgen.
Als de dader van zijn misdrijf afziet als reactie op omstandigheden die inhouden dat het misdrijf moeilijk of onmogelijk is geworden, dan wordt de terugtred niet als vrijwillig beschouwd, en treedt artikel 46b dus niet in werking. Dit is bijvoorbeeld het geval als de dader zijn daad afbreekt bij het horen van politiesirenes, of bij een groep overvallers die het pand verlieten nadat de eigenares niet onder de indruk bleek van hun pistool. Anderzijds is het niet nodig dat de dader geheel onafhankelijk tot zijn besluit kwam: een geval waarin een verkrachter ophield nadat zijn slachtoffer hem had gevraagd wat voor zin zijn daad zou hebben, werd als vrijwillige terugtred beschouwd.
Vrijwillige terugtred kan, zo heeft de jurisprudentie bepaald, ook plaatsvinden als de poging al voltooid is, zolang het misdrijf dat gepoogd werd dat nog maar niet is. Wel is in dat geval in het algemeen vereist dat de dader actief pogingen in het werk stelt om de gevolgen van zijn daad te voorkomen: Een man die zijn baby wilde verdrinken, maar bij aanraking met het koude water tot zinnen kwam en zijn kind naar het ziekenhuis spoedde werd op grond van vrijwillige terugtred ontslagen van rechtsvervolging wegens poging tot doodslag (zie Vrijwillige terugtred Eemskanaal); een man die eerst zijn broer wilde doden door hem met een koevoet op de ribben te slaan, maar later besloot hem slechts 'een lesje te willen leren' en daarom ophield met slaan, niet. Ook een man die zijn vriendin met messen aanviel, maar 112 belde nadat hij haar hevig bloedend onderaan de trap zag liggen, kreeg geen ontslag voor rechtsvervolging, omdat er een aanmerkelijke kans was dat zij ondanks zijn acties zou zijn overleden, en het niet plaatsvinden van de doodslag dus niet volledig op het conto van de dader kon worden gesteld. Evenzo oordeelde de Hoge Raad dat in een geval waarin een man de remkabels van een auto had doorgesneden, maar dat later telefonisch aan het slachtoffer bekende, de kans dat de auto gebruikt zou worden tussen het doorsnijden en het telefoneren van doorslaggevend belang was in de beoordeling of hier sprake was van vrijwillige terugtred.
Vrijwillige terugtred geldt niet indien de voorbereiding of poging in een apart wetsartikel strafbaar is gesteld (dit geldt bijvoorbeeld in geval van drugshandel volgens artikel 10a van de Opiumwet).